# Lời nguyền bí ẩn: Vết cắn của quỷ
Lời nguyền bí ẩn: Vết cắn của quỷ (tựa gốc: Paranormal Activity: The Marked Ones) là một phim kinh dị siêu nhiên found footage của Mỹ năm 2014 do Christopher B. Landon đạo diễn kiêm viết kịch bản. Được công chiếu tại Hoa Kỳ ngày 3 tháng 1 năm 2014, đây là phim thứ năm trong loạt phim Paranormal Activity.